# Tony Gaffney
Anthony Joseph Gaffney, (nacido el 14 de noviembre de 1984 en Boston, Massachusetts) es un exjugador de baloncesto estadounidense retirado en el año 2020. Con 2.03 de estatura, su puesto natural en la cancha era el de ala-pívot.

## Trayectoria
- Universidad de Boston (2004-2006)
- Universidad de Massachusetts (2007-2009)
- Hapoel Galil Elyon  (2009)
- Türk Telekom BK  (2010)
- Utah Flash (2011)
- Telekom Baskets Bonn  (2011-2012)
- Joventut Badalona (2012-2013)
- Telekom Baskets Bonn  (2013-2014)
- Hapoel Jerusalem BC  (2014-2016)
- ALBA Berlín  (2016-2017)
- Chiba Jets (2017)
- Hapoel Tel Aviv B.C. (2017-2018)
- New Basket Brindisi (2018-2019)
- Ironi Nahariya (2019-2020)